# داود بن سليمان البغدادي
داود بن سليمان البغدادي النقشبندي الخالديّ ابن جرجيس (1231 هـ/م1816 - 1299 هـ/1882 م) هو عالم دين مسلم سني صوفي أشعري عراقي بغدادي، كانت رتبته الصوفية خليفة في الطريقة الخالدية النقشبندية، له مؤلفات في نقد الدعوة النجدية وعليه ردود من شيوخها، ذُكر أنه استوطن مدّة في ناحية القصيم بنجد، ورحل للشام والحجاز والموصل، قيل إنه حنفي وقيل شافعي.

## مؤلفاته
- 1- أشد الجهاد في إبطال دعوى الاجتهاد: هو كتاب طُبع في بومباي سنة 1305 هـ، ألّفه ردّاً على حنابلة نجد فيما نسب إليهم من دعوى الاجتهاد، ورد عليه الشيخ عبد اللطيف بن عبد الرحمن بكتاب اسمه (منهاج التأسيس والتقديس في كشف شبهات داود ابن جرجيس).

- 2- صلح الإخوان من أهل الإيمان وبيان الدين القيم في تبرئة ابن تيمية وابن القيم: طُبع في بومباي سنة 1305 هـ، وفي خاتمة الكتاب (رسالة في الرد على محمود الألوسي، طُبعت في بومبي سنة 1306 هـ)، قال عباس العزاوي "اشتهر برده على أبي الثناء الألوسي، وراجت سوقه مدة ولكن مؤلفاته لم تقو على الانتصار"، وقد اشتمل كتابه صلح الإخوان على 50 اقتباساً من مؤلفات أن ابن تيمية وابن القيم رأى فيها داود أنهما يستحبّان دعاء الصالحين والاستنجاد بهم، قال في كتابه "قد اشتهر أن الشيخ ابن تيمية وابن القيم يحكمان على أهل السنة والجماعة ممن يتوسل بالأنبياء والصالحين من أهل القبور، ويناديهم ويستغيث بهم إلى الله، ويحلف بغير الله أو ينذر لأنبياء الله وأوليائه وما أشبه ذلك بالكفر والشرك المخرجين من الملة، وأنهما يحكمان بالتأثيم لفاعل ذلك، أخذاً من ظاهر كلامهما، حتى حصل بذلك فتن وتفريق بين المسلمين. ثم إني أمعنت النظر فوجدتهما قد تبرآ من ذلك، بل رأيتهما عذرا فاعل ذلك، إذا كان مجتهداً أو مقلداً وله حسن قصد. وربما قالا: مأجور في فعله. قال: وهما وإن أطلقا في كتبهما وشددا لكنهما خصصا في بعضها وقيدا. فالذي لا يمعن النظر في كلامهما يحكم بأنهما قائلان بالتكفير قائلان بالتكفير والتشريك بهذه الامور وليس الأمر كما ظن بل هما أشد الناس انكاراً على من يبادر الى تكفير معين او تشريكه او تاثيمه ووجدت عباراتهما طافحة بذلك فمن نظر الى ظاهر كلا منهما المطلق ولم يعرف ما قيداه فقد ظلم الناس وظلمهما وظلم نفسه أما ظلم الناس فلانه حكم بتكفير هم وتشريكهم بظاهر كلامهما و هما لا يقولان بموجبه فضل وأضل وإما ظلمهما فلأنّهُ يشيع عنهما ذلك وينقله فيسبهما ويبغضهما الذي لم يدر حقيقة الحال وأما ظلم نفسه فلأنّهُ كفر مسلماً"،[4] فردّ عليه عبد اللطيف آل الشيخ وتوفي قبل فراغه فأتمّ كتابه أبو الثناء الآلوسي وسمّاه (فتح المنان تتمة منهاج التأسيس رد صلح الإخوان) ورأى آل الشيخ والآلوسي أن داود قد بتر نصوص ابن تيمية وابن القيم، قال رائد السمنهوري "في هذا النص الذي اضطررنا إلى نقله على طوله بيان لمحل النزاع، وتوضيح أن ابن تيمية وابن القيّم أطلقا الأحكام بالتشريك والتكفير والتأثيم على الأقوال والأفعال والمطلقات، ولكنهما أبعد الناس عن تكفير المعيّن أو تشريكه أو تأثيمه إذا كان مجتهدًا مخطئًا أو مقلدًا لا يحسن الاستدلال"،[5] وقال سلطان العميري في كتابه (إشكالية الإعذار بالجهل) "ويتبين أيضاً أن ابن تيمية وإن قال بعذر مَن وقع في تلك المنكرات بالجهل إلا أنه يقول بأن تلك المنكرات شرك أكبر صريح".[6]
- 3- مسلي الواجد: وهو تشطير مرثية للشيخ خالد النقشبندي.
- 4- روض الصفا في مناقب والد المصطفى.[7]
[8]
- 5- تشطير البردة.
- 6- دوحة التوحيد: في علم الكلام.
- 7- المنحة الوهبية في ردّ الوهابية: طُبع طبعتين في اسطنبول، طبعة ثانية سنة 1978، وطبعة ثالثة سنة 1987.[9]
- 8- الفوائد الجلية في نظم الرسالة الوضعية.[2]
- 9- أنموذج الحقائق: رأى فيه داود أنه يجوز دعاء الموتى والغائبين لأن هذا توسّل، وردّ عليه أحمد بن إبراهيم بن عيسى في كتابه (الرد على شبهات المستغيثين بغير الله) الذي رأى أن في كتاب الأنموذج انتصاراً للشرك.[10]

## روابط خارجية
- صلح الاخوان من أهل الايمان وبيان الدين القيم في تبريئة ابن تيمية وابن القيم
- كتاب منهاج التأسيس والتقديس في كشف شبهات داود بن جرجيس